# Șeyh Galip
Galib Mehmed Esad Dede, cunoscut sub numele de Șeicul Galib, (n. 1757, Constantinopol, Imperiul Otoman – d. 3 ianuarie 1799, Constantinopol, Imperiul Otoman) a fost un poet turc al literaturii divane , mistic.

## Biografie
Seyih Galip, (pe numele său adevărat Mehmed Es'ad, și cunoscut drept Mehmed Es'ad Efendi) născut într-unul din cele mai mari și bine cunoscute lăcașe istanbuleze, lăcaș cunoscut sub numele de Lăcașul Mevlevi din cartierul Galata ( Galata Mehlevihanesi), a trăit o viață scurtă, dar plină de realizări, de numai patruzeci și doi de ani. Făcea parte dintr-o familie de intelectuali, tatăl său Mustafa Seyyid împreună cu bunicul său activând în elita inițiată a ordinului sufit Mevlevilik.
Cu sprijinul tatălui său, acesta a însușit atât numeroase cunoștințe de mistică islamică cât și o varietate de alte cunoștințe, care l-au ajutat, în scrierea operei Hüsn-ü Așk, "Frumusețea și Dragostea", operă prin care acesta s-a făcut remarcat. A luat lecții de limbă și literatură de la Șeicul Hüseyin Dede și Hodja Neșet Efendi, la Galata Mevlevihandesi, cu ajutorul cărora a dobândit cunoștințe de limba arabă și persană. Atât educația primită în prima parte a vieții cât și mediul social din care făcea parte poetul, au jucat un rol important în cariera sa ca scriitor. La vârsta de doar douăzeci și patru de ani avea suficiente poezii scrise încât și-a putut încheia primul divan (antologie) de poezie, urmând ca doua ani mai târziu la vârsta de 26 de ani să publice și poemul erotic-mistic Hüsün-ü-Așk, ce avea să îl consacreze.
După ce pentru primele sale poeme s-a semnat folosit pseudonimul Es'ad ( sugerat de dascălul său Neșet Efendi) a decis să-l schimbe, rămânând sub forma de "Galip" ( în traducere, "Victoriosul").
Într-un moment de cumpănă din viata sa, dorind să pună capăt dilemelor și problemelor existențiale ce i-au marcat anii primei tinereți, acesta răspunde unui impuls de moment și fără știrea sau binecuvântarea familei sale se refugiază în lăcașul ordinului Mevlevilik de la Konya. 
La insistențele atât ale familiei sale cât și ale conducătorului ( çeleb-ului) lăcașului de la Konya, acesta se întoarce la Istanbul și își încheie noviciatul în lăcașul din cartierul istanbulez Yenikapı, și dobândește tot atunci rangul de "dede" ( maestru spiritual). Câțiva ani mai târziu, în anul 1787 acesta se retrage într-o casă din cartierul Sütlüce și se dedica complet scrisului, primind ulterior titlul de "șeyh" (superior) al lăcașului Mavlevi din zona Galata. 
Poetul moare în anul 1799 la nici 42 de ani și este înmormântat alături de alte personalități ale ordinului Mevlevi, în gradina lăcașului din cartierul Galata.

## Stilul literar
Deși a fost adeptul unui stil literar asemănător simbolismlui și a jucat un rol important în evoluția literaturii divane în Turcia, acesta  nu numai că a conservat aspectele literaturii divane dar în același timp a adus literaturii turce de la acea vreme o serie de noi invenții și metafore.
Unul dintre cele mai importante aspecte atunci când vorbim despre lucrările lui Șeyh Galip sunt fundamentele noțiunilor de mistică islamică. Stilul său de a combina simbolismul cu sufismul îl ajută să se remarce și ulterior să fie considerat unul dintre pionierii epocii moderne a literaturii turce. În prima sa tinerețe Șeyh Galip s-a demonstrat a fi un vrăjmaș de seama al imitarorilor vechilor poeți. 
Odată depășit stagiul inițial al creațiilor sale, Șeyh Galip a studiat temeinic mistica islamică (tasavvuf), scrrind sub influenta acesteia poeme din ce în ce mai pline de o nuanță caldă, umanistă. A scris după moartea tânărului său prieten Esrar Dede, cea mai frumoasă elegie (mersiye) din literatura divani. În schimb Kaside-le și toate celelalte poezii scrise ce sunt dedicate sultanului Selim al III - lea și surorii sale, Beyhan Sultan sunt adaptate stilului sau literar.
Folosind simboluri în lucrările sale, Galip a inclus adesea elemente imagistice, exprimând înțelesul cuvintelor cu ajutorul comparațiilor, figurilor de stil și simbolurilor. Este unul dintre cei mai importanți reprezentanți ai mișcării Sebk-i Hindi din literatura turcă, și ultimul mare poet al literaturii turce clasice. 
Șeyh Galip a fost însă departe de a se manifesta ca un mistic fanatic, izolat de restul lumii. Trăsăturile lui lirice fiind unice și ne-asemănătoare cu ale oricărui alt poet dominat de lirism ori cu sentimentul copleșitor al dragostei divine, acesta a sustras din sufism în special iluzia unicității Divinității.
Oglinda in misticismul islamic este simbolul universului care este imaginea lui Dumnezeu. Deci, simbolul omului este chipul lui Dumnezeu. Astfel oglinda este simbolul care are câteva semnificații în misticismul islamic. Motivele și interesele acestor semnificații ale oglinzii au fost explicate. Oglinda din poeziile lui Șeyh Galib a fost menționată împreună cu conceptele de „uimire” și „admirare” în multe dintre poeziile sale.

## Opere
Opera lui Șeyh Galip este construită în principal din Divan, din mesneviul (Opera considerata a fi cartea sacră a ordinului) Hüsün-ü-Așk și din opere de caracter mistic.
A adus inovații în domeniul stilicii literare, la nivelul poeziei divani. Redă in versuri atât lumina, natura cât și profunzimea sentimentelor umane, și caută să aducă literaturii turce moderne noi metode de scriere, noi combinații lexicale și noi noțiuni, elemente care dau operei lui un aspect bogat în vocabular, variat și colorat, diferit față de celelalte scrieri de la vremea respectiva. Poemele sale se remarca prin metafore inedite, prin alternanța între imagini sumbre, telurice și cele luminoase, strălucitoare, alternanță care face trimitere la începuturile artei și literaturii turce modern